# Heteropoda nicki
Heteropoda nicki är en spindelart som beskrevs av Embrik Strand 1915. Heteropoda nicki ingår i släktet Heteropoda och familjen jättekrabbspindlar. Utöver nominatformen finns också underarten H. n. quala.